# الیمینیشن چیمبر (۲۰۲۱)
الیمینیشن چیمبر (۲۰۲۱) (به انگلیسی: Elimination Chamber) یک رویداد غیر رایگان در کشتی حرفه‌ای است که توسط کمپانی دبلیودبلیوئی برای دو برند راو و اسمک‌داون تهیه می‌شود و این دوره‌اش هم که یازدهمین دوره آن است، در ۲۱ فوریه ۲۰۲۱ در مجموعه ورزشی تروپیکانا شهر سن پترزبورگ ایالت فلوریدا برگزار شد. روند معمول این مسابقات این است که مسابقه اصلی رویداد درون محفظه نابودی خواهد بود.
هفت مسابقه برگزار شد که یکی از آنها در کیک آف (پری-شو) برگزار شد. در پایان مسابقات د میز چمدان مانی این د بنک خود را بر روی درو مکینتایر کش کرد و قهرمان جدید کمربند دبلیودبلیوئی شد. همچنین مت ریدل، جان ماریسون و بابی لشلی را در یک مسابقه سه جانبه بر سر کمربند ایالات متحده شکست داد تا قهرمان جدید این کمربند بشود. دنیل برایان هم مسابقه مسابقه اتاق حذف برند اسمک‌داون را برنده شد تا با رومن رینز برای کمربند یونیورسال مسابقه دهد هر چند که ناموفق بود و رینز از کمربندش دفاع کرد.

## زمینه‌سازی
الیمینیشن چمبر شامل مسابقاتی بین دشمنی‌های موجود، ماجراهای پیش آمده و استوری‌هایی بود که پیش از این در برنامه راو پخش شده بود. کشتی‌گیرها با توجه به مسابقات یا سری اتفاقاتی که برایشان رخ می‌دهد و تنش را به حد اکثر می‌رساند، نقش منفی یا قهرمان به خود می‌گیرند.

## نتایج
| #                                                                                                 | نتایج | نوع مسابقه                                                                                               | مدت زمان |
| ------------------------------------------------------------------------------------------------- | --- | --- | -------- |
| ۱پ                                                                                                | جان ماریسون پیروز در مقابل الایس، مصطفی علی (با همراهی میس، تی-بار، و اسلپجک)، و ریکوشی                      | مسابقه چهار جانبه برنده به مسابقه بر سر کمربند ایالات متحده در شوی اصلی اضافه می‌شود.                     | 7:13     |
| ۲                                                                                                 | دنیل براین پیروز در مقابل سزارو, جی اوسو, کوین اونز, برن کوربین و سمی زین                                    | مسابقه اتاق حذف دبلیودبلیوئی برای به دست آوردن حق مسابقه بر سر قهرمانی یونیورسال دبلیودبلیوئی در همان شب | 34:27    |
| ۳                                                                                                 | رومن رینز (c) (با همراهی پاول هیمن) پیروز در مقابل دنیل برایان با تسلیم فنی                                  | مسابقه تک نفره برای قهرمانی کمریند یونیورسال دبلیودبلیوئی                                                | 1:36     |
| ۴                                                                                                 | مت ریدل پیروز در مقابل بابی لشلی (c) (با همراهی ام وی پی) و جان ماریسون                                      | مسابقه سه جانبه برای قهرمانی کمربند ایالات متحده                                                         | 8:49     |
| ۵                                                                                                 | نایا جکس و شینا بیزلر (c) پیروز در مقابل بیانکا بلر و ساشا بنکس                                              | مسابقه تگ تیم برای قهرمانی تگ تیم جهانی زنان دبلیودبلیوئی                                                | 9:34     |
| ۶                                                                                                 | درو مکینتایر (c) پیروز در مقابل ای جی استایلز (با همراهی اوماس)، جف هاردی، کوفی کینگستون، رندی اورتون و شیمس | مسابقه اتاق حذف دبلیودبلیوئی برای قهرمانی کمربند دبلیودبلیوئی                                            | 31:15    |
| ۷                                                                                                 | د میز پیروز در مقابل درو مکینتایر (c)                                                                        | مسابقه تک نفره برای کمربند قهرمانی دبلیودبلیوئی د میز چمدان خود را نقد (کش) کرده بود.                    | 0:28     |
| - (c) – نشان‌دهنده قهرمان(هایی) است که به میدان می‌روند - پ – نشان‌دهنده این است که مسابقه در پری–شو | | |          |